# مقتل تراسي ماكبرايد
تم اختطاف الجندية في القوات البرية للولايات المتحدة تراسي جوي ماكبرايد ((بالإنجليزية: Tracie Joy McBride)‏ واغتصابها وقتلها في 18 فبراير 1995. حوكم لويس جونز الابن ((بالإنجليزية: Louis Jones, Jr)‏ وهو جندي سابق وأدين في نظام المحاكم الفدرالية الأمريكية. حكم على جونز بالإعدام لأنه اغتصبها أيضا وأنه يجب أن توقف عقوبة الإعدام بسبب الأضرار التي تلقاها من مرض حرب الخليج. لم تنجح دعاوى الاستئناف التي قدمها وتم إعدامه بالحقن المميت في عام 2003.
وصف مارك ميلر من مجلة نيوزويك حالة جونز بأنها غير عادية بسبب إستراتيجية الدفاع عن مرض حرب الخليج.

## الجريمة
في 18 فبراير 1995 قاد لويس جونز البالغ من العمر 44 عاما إلى قاعدة جودفيلو للقوات الجوية في سان أنجيلو بولاية تكساس واختطف تراسي جوي ماكبرايد وهي تبلغ من العمر 19 عاما من سنترفيل بولاية مينيسوتا. كان جونز يبحث عن زوجته ولكن بدلا من ذلك قرر اختطاف ماكبرايد. كانت ماكبرايد على الهاتف مع صديق وفي مرفق غسيل الملابس عندما اختطفت. حاول جنديان انقاذ ماكبرايد ولكن جونز أفقد الوعي أحدهما من خلال ضربه.
أخذ جونز ماكبرايد إلى منزله واغتصبها واحتجزها في خزانة. أجبر ماكبرايد على استخدام بيروكسيد الهيدروجين على نفسها وغسل ملابس ماكبرايد وأجبر ماكبرايد على المشي على المناشف في محاولة لإخفاء الجريمة عن طريق إخفاء أي ألياف وغيرها من الأدلة الممكنة. ثم قاد ماكبرايد إلى منطقة نائية وضربها حتى الموت بإطار حديد وأودع الجثة تحت جسر في مقاطعة كوك بتكساس. وقد ضرب ماكبرايد في الرأس تسع مرات على الأقل. الدكتورة جان غارافاجليا التي كانت في وقت القتل طبيبة مساعدة طبية في مقاطعة بيكسار فحصت جثة ماكبرايد في المشرحة المحلية. ذكرت غارافاجليا أن الصدمة التي لحقت برأسها كانت «أسوأ من معظم حطام السيارات ذات التأثير العالي». أجبر جونز ماكبرايد على السير إلى النقطة التي قتلت فيها. تم العثور على الطين فقط على أحذيتها ولم تكن هناك علامات جرج. تم العثور على جثة ماكبرايد في زي معركة جيش الولايات المتحدة في حالة ممتازة لم تكن للملابس أدلة شرعية على الاغتصاب.
تم اعتقال جونز في 1 مارس. وقد استجوبته الشرطة واعترف بالجريمة ثم قاد السلطات إلى جثة ماكبرايد. في البداية ذكر جونز أنه لم يغتصب مكبرايد. تم تشريح جثة ماكبرايد من قبل غارافاجليا في مركز بيكسار لعلم الطب الشرعي في سان أنطونيو بتكساس. بسبب الطقس البارد بشكل غير عادي ووضع الجسم تحت الجسر تم الحفاظ على الجسم بشكل جيد. كانت غارافاجليا قادرة على تحديد أن جونز قد اغتصب ماكبرايد على الرغم من جهود جونز لإخفاء الاغتصاب وهذا سمح للمدعين العامين الاتحاديين بطلب عقوبة الإعدام. بعد ذلك اعترف جونز عند طبيب نفسي باغتصاب ماكبرايد.

## الخلفية

### لويس جونز، الابن
جونز المولود في 4 مارس 1950 كان من مواليد مقاطعة شيلبي بولاية تينيسي ونشأ في شيكاغو. وفقا للشهادة التي قدمت في محاكمته الجنائية تعرض جونز للإيذاء الجنسي والجسدي.
خدم في الجيش لمدة 22 عاما. كتب ريتشارد أ. سيرانو من صحيفة لوس أنجلوس تايمز: «كان متفوقا في الجيش». كانت رءيسته في العمل زوجته السابقة. شارك جونز كحارس للجيش في غزو غرينادا وحرب الخليج الثانية عام 1991. كان زعيم فصيلة في غرينادا وحصل على وسام الثناء بسبب تصرفاته خلال هجوم بري في العراق. أصبح رئيس الرقباء وبعد أن غادر الجيش تلقى تسريحا مشرفا وتقاعد في عام 1993 وكان آخر مشاركة له في جوالة أيربورن. في وقت الجريمة كان يعمل سائق حافلة.
تزوج جونز ثلاث مرات وكان لديه ابنة تدعى باربرا وقام بتربيتها وحده. إحدى زوجاته ساندرا لين كانت تعمل رقيب في الجيش وأصبح مقربا منها ولاحظت تغييرات في سلوكه بعد عودته من العراق. لم يكن لدى جونز أي سجل جنائي سابق. قبل القتل كان يعمل في وظائف منخفضة الأجر وحصل على درجات منخفضة في الدورات الجامعية. وكان جونز قد اغتصب زوجته السابقة قبل يومين من مقتل ماكبرايد.

### تراسي ماكبرايد
تراسي جوي ماكبرايد (27 مايو 1975 - 19 فبراير 1995) تخرجت من مدرسة سنتنيال الثانوية في سيركل بينس بمينيسوتا وكانت في قاعدة للتدريب الاستخباراتي المتقدم لمدة أسبوعين. تطمح ماكبرايد لتصبح معلمة الموسيقى. انضمت ماكبرايد إلى القوات البرية للولايات المتحدة بعد تخرجها من المدرسة الثانوية التي تعتزم تمويل تعليمها الجامعي. أعربت عن أملها في الانتهاء من شهادتها قبل نهاية جولتها في العمل. في نهاية حياتها كانت ماكبرايد في علاقة رومانسية مع عضو في مشاة البحرية الأمريكية. أسندت إلى جودفيلو في أوائل فبراير 1995 بعد الانتهاء من تدريبها الأساسي. اختفت ماكبرايد بعد عشرة أيام من وصولها.

## المحاكمة والطعون والعقوبة

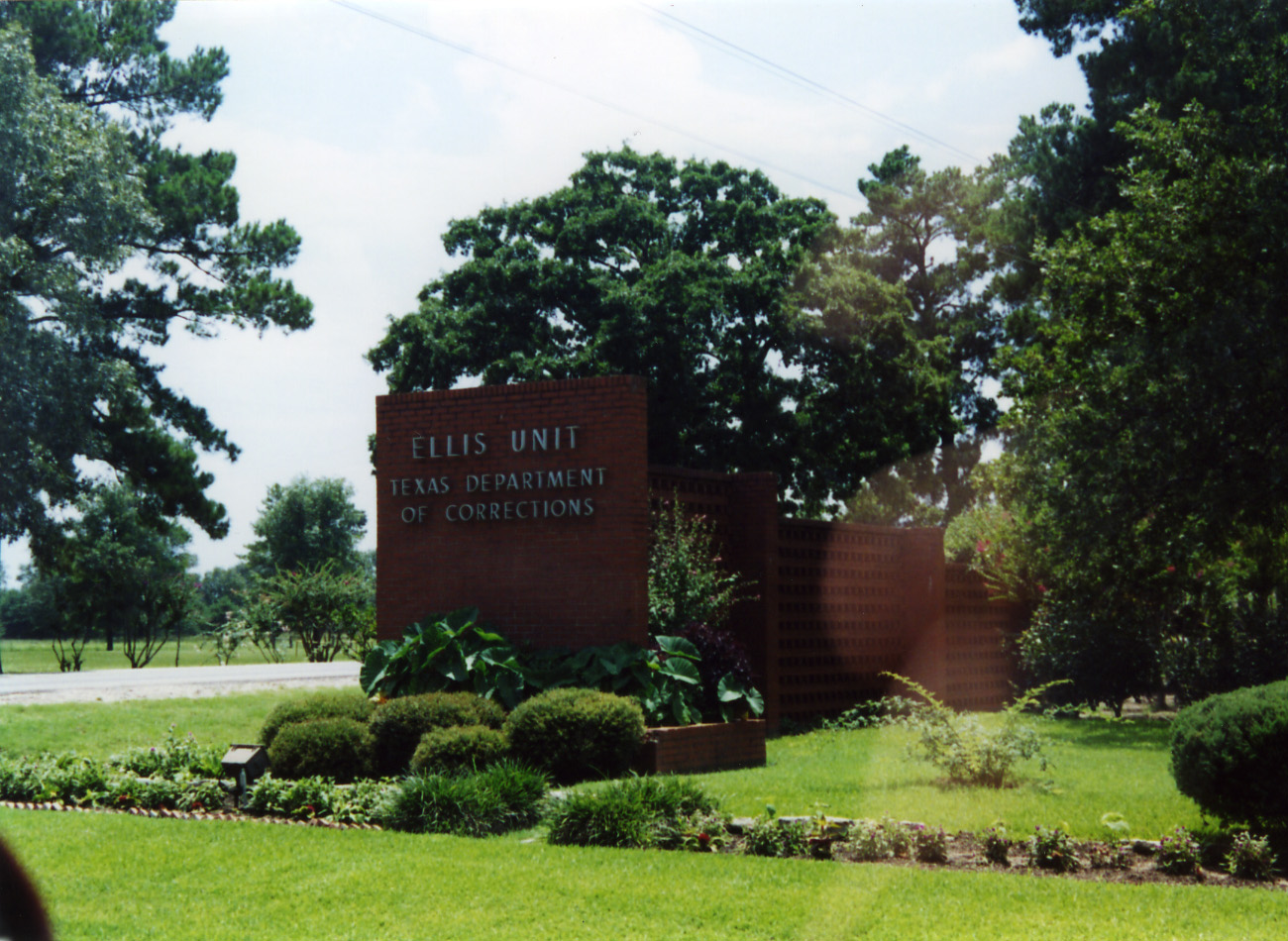
وحدة إليس، حيث كان جونز محتجز في البداية من قبل سلطات تكساس.

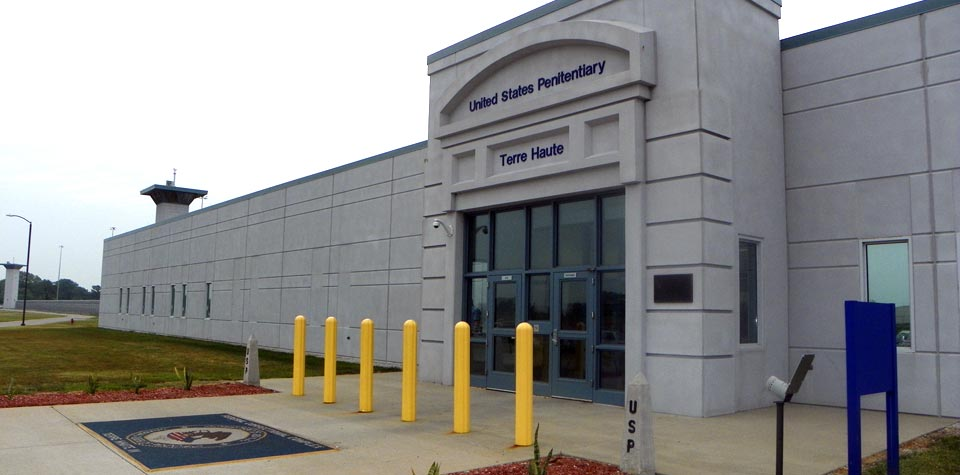
سجن الولايات المتحدة في تير هوت حيث احتجز جونز ثم أعدم.

جونز المتهم في مارس 1995 تمت محاكمته في المحكمة الفدرالية في لوبوك بتكساس حيث اتهم بخطف ماكبرايد من قاعدة عسكرية. كانت التهمة المحددة هي «الاختطاف ضمن الولاية البحرية / الإقليمية الخاصة مما أدى إلى الوفاة». المحامية الأمريكية تانيا ك. بيرس كانت المدعية العامة. أيدت عائلة ماكبرايد قرار المدعية العامة بتوقيع عقوبة الإعدام على جونز. تم نقل المحاكمة من سان أنجيلو إلى لوبوك بسبب التغطية الإخبارية في المدينة السابقة.
بدأت المحاكمة في أكتوبر 1995. في محاكمته ذكر جونز أنه ارتكب الجريمة بسبب الرضح الذي تلقاه خلال أداء واجباته العسكرية والذي يسمى بمرض حرب الخليج. تم تقديم الأدلة التي تبين تلف دماغ جونز خلال المحاكمة. أدين جونز بعد يومين من الشهادة و65 دقيقة من مداولات لجنة التحكيم. أصدر عليه حكم بالإعدام الاتحادي.
في 11 يونيو 1996 دخل جونز قسم العدالة الجنائية في تكساس كسجين رقم 999195 بموجب اتفاق مع السلطات الاتحادية. استضافت ولاية تكساس نزلائها الذكور المحكوم عليهم بالموت في وحدة إليس بالقرب من هانتسفيل بولاية تكساس. في 13 يوليو 1999 تم نقله إلى الحجز الاتحادي لتنفيذ عقوبة الموت في السجن الأمريكي بتير هوت المفتتح حديثا. كان رقمه في سجن المكتب الاتحادي 27265-077.
طوال عملية الاستئناف ظل محامي جونز تيم فلويد يجادل بأنه ينبغي أن ينجى من عقوبة الإعدام وأن يخفف حكمه إلى السجن المؤبد لأن غاز الأعصاب من العراق قد أضر بدماغ جونز. فلويد اتصل بالدكتور روبرت هالي رئيس قسم علم الأوبئة في جامعة جنوب غرب تكساس الطبية الذي نشر أول الدراسات الكبرى المتعلقة بمرض حرب الخليج وطلب منه مراجعة السجلات الطبية لموكله حيث قال هالي أن جونز قد أصيب بأضرار في الدماغ وأنه «كان مسؤولا عن التغيرات الشخصية التي ساهمت بشكل كبير في الأحداث المأساوية لجريمته». قالت عضوة مجلس الشيوخ الأمريكي كاي بيلي هاتشيسون أنه يجب فحص دماغ جونز للتحقق من عدم وجود أي ضرر قبل صدور حكم بالإعدام. كما دعا روس بيروت إلى تخفيف الحكم إلى السجن مدى الحياة دون الإفراج المشروط. طوال عملية الاستئناف دعت عائلة ماكبرايد إلى تنفيذ الحكم على جونز.
في عام 1999 رفضت المحكمة العليا للولايات المتحدة إلغاء حكم الإعدام الصادر على جونز. نداء جونز الأخير للرأفة إلى رئيس الولايات المتحدة جورج دبليو بوش وندائه النهائي في المحكمة العليا الأمريكية فشل في 17 مارس 2003. في 18 مارس 2003 أعدم جونز في أوسب تير هوت مما جعله السجين الاتحادي الثالث الذي يعدم منذ استئناف عمليات الإعدام الاتحادية في عام 2001. عائلة ماكبرايد وصديق حضروا الإعدام.
اعتبارا من عام 2017 لا يزال جونز آخر شخص أعدمته الحكومة الفيدرالية الأمريكية.

## الإرث
دفنت مكبرايد في مقبرة فورت سنلينغ الوطنية في مينيسوتا. تم تسمية صندوق تراسي جوي ماكبرايد للمنح الدراسية والحدث المرتبط به ليلة تراسي سمي تمينا بها وتدير الصندوق في المقام الأول شقيقتها ستاسي ماكبرايد-كوكس.
حلقة «الحياة المتقطعة» من البرنامج التلفزيوني الدكتور ج: الفحص الطبي بثت لأول مرة في عام 2007 وتصف هذه القضية.
في كتاب السلوك البشري في البيئة الاجتماعية: منظور مقرب ووطني ودولي كتب الكاتب رودولف ألكسندر الابن عن تجارب الجنود خلال حرب العراق في العقد الأول من القرن العشرين وذكر فيها أن أكثر من 3700 شخص من الذين شاركوا الحرب في عام 2005 يخشى أن يفقدوا السيطرة على أنفسهم أو يؤذون شخصا آخر وأن 1700 شخص أفادوا أنهم يعتقدون أنهم كانوا أفضل حالا من القتلى واعتبروا أنه يمكن أن يضروا أنفسهم" وتقديم الدعم لمطالبات جونز.